# Coalition patriotique

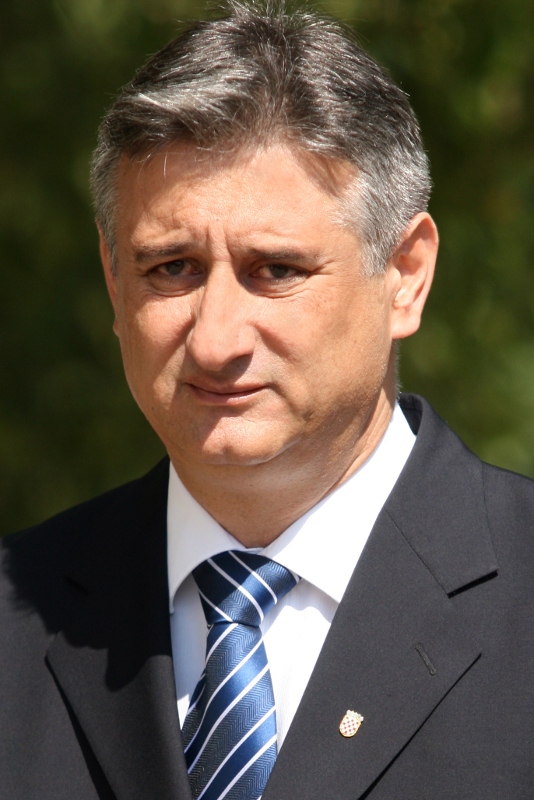
Tomislav Karamarko, président de l'Union démocratique croate de 2012 à 2016.

La Coalition patriotique (en croate : Domoljubna koalicija) est une coalition politique croate de centre droit formée le 21 septembre 2015 pour les élections législatives de 2015. Elle est dissoute le 25 juillet 2016.

## Composition
| Parti | Parti                                                                            | Députés élus |
| ----- | -------------------------------------------------------------------------------- | ------------ |
|       | Union démocratique croate Hrvatska Demokratska Zajednica                         | 49 / 151     |
|       | Parti paysan croate Hrvatska seljacka stranka                                    | 2 / 151      |
|       | Parti croate du Droit - Ante Starčević Hrvatska stranka prava dr. Ante Starčević | 3 / 151      |
|       | Parti social-libéral croate Hrvatska socijalno liberalna stranka                 | 2 / 151      |
|       | Croissance croate Hrvatski rast                                                  | 1 / 151      |
|       | Bloc des retraités Ensemble Blok umirovljenici zajedno                           | 1 / 151      |
|       | Parti démocrate-chrétien croate Hrvatska demokršćanska stranka                   | 1 / 151      |
|       | Parti démocrate de Zagorje Zagorska demokratska stranka                          | 0 / 151      |